# Maria de Iorque
Maria de Iorque (em inglês: Mary; Castelo de Windsor, 11 de agosto de 1467 — Palácio de Greenwich, 23 de maio de 1482) foi uma princesa da Inglaterra.

## Biografia
Nascida no Castelo de Windsor, no condado inglês de Berkshire, Maria era a segunda dos dez filhos do rei Eduardo IV da Inglaterra e de sua consorte Isabel Woodville. Entre seus irmãos, estavam o rei Eduardo V e Ricardo de Shrewsbury, duque de Iorque, os ditos Príncipes na Torre. Sua irmã mais velha, Isabel, depois viria a ser rainha consorte de Henrique VII. Portanto, Maria era tia do famoso rei Henrique VIII.
Houve planos de um casamento entre Maria e o futuro rei João I da Dinamarca, Suécia e Noruega, mas nada se produziu disto. Em 1478, contudo, João veio a se casar com Cristina da Saxônia.
Maria foi investida Dama da Jarreteira ao lado de sua irmã mais nova Cecília em 1480, tal qual sua irmã mais velha, investida três anos antes.
Morreu aos quatorze anos, no Palácio de Greenwich e foi sepultada na Capela de São Jorge (Castelo de Windsor), a mesma onde se encontrava a sepultura de seu pai, no Castelo de Windsor.